# BRFkredit Bank
BRFbank er et datterselskab af BRFkredit A/S der blev etableret i 1995.
Banken har primært til formål at støtte BRFkredits aktiviteter i form af boliglån (de sidste 20 % af boligens værdi). Dog er der sket en udvikling i BRFbanks produkter. En række højrenteprodukter er blevet en del af porteføljen.

## Produkter (oktober 2009)
- Basiskonto (kan bruges som almindelig lønkonto med PBS)
- Højrentekonto uden binding
- Højrentekonto med binding 6 måneder
- Højrentekonto med binding 12 måneder